# Eublemma ceresensis
Eublemma ceresensis là một loài bướm đêm trong họ Erebidae.